# Camptosauridae
I camptosauridi (Camptosauridae O. C. Marsh, 1885) sono una famiglia di dinosauri vissuta principalmente nel Giurassico superiore.

## Tendenza all'ingrandimento

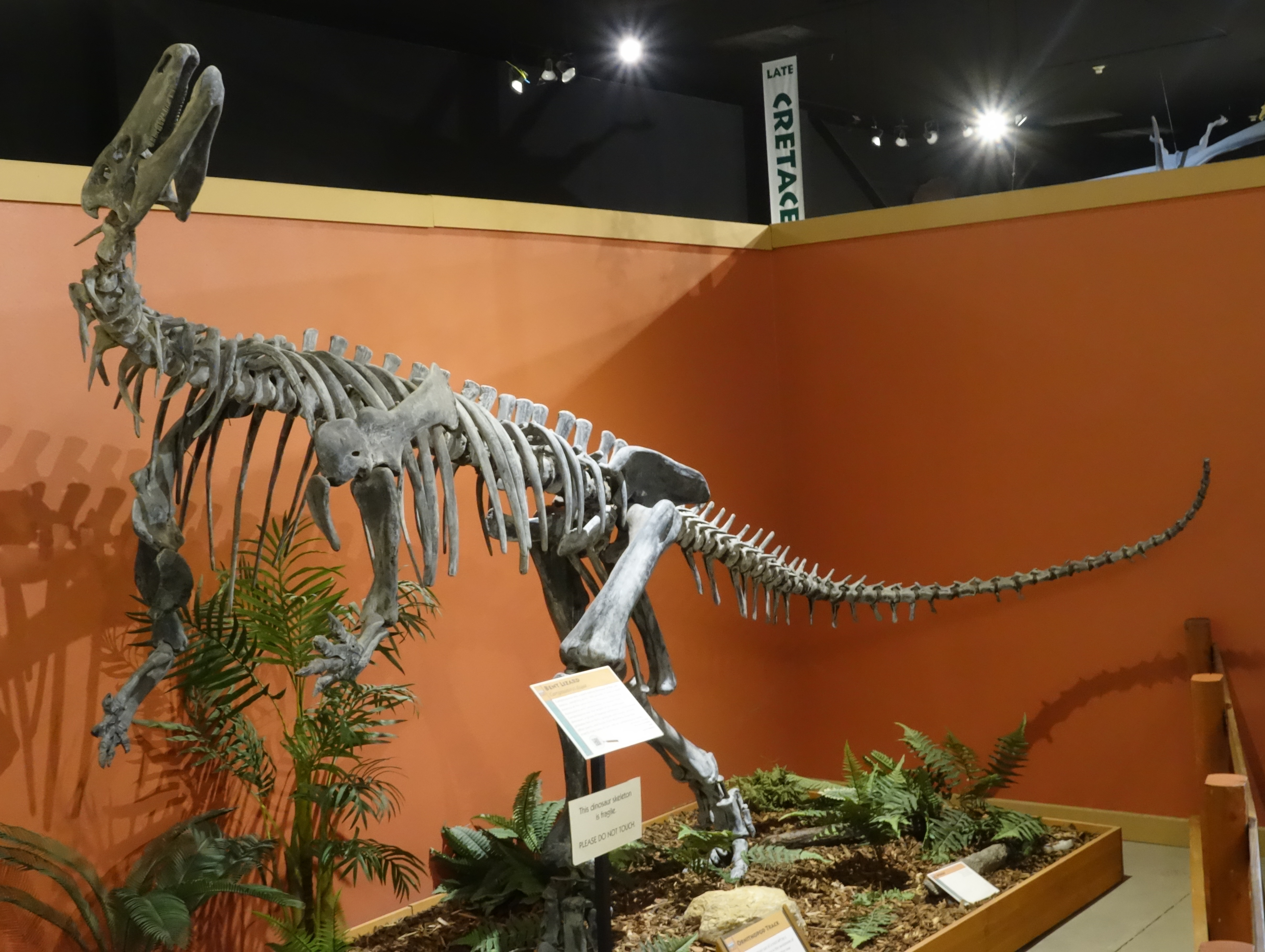
Scheletro di Camptosauro

Questi animali erano degli erbivori semibipedi appartenenti all'ordine degli ornitischi. Erano ornitopodi piuttosto evoluti, di forme relativamente pesanti e non adatti alla corsa. I camptosauridi, in sostanza, erano tra i primi rappresentanti di quel gruppo noto come iguanodonti. Al contrario dei contemporanei driosauridi, piuttosto leggeri, i camtosauridi si evolsero nella direzione dell'ingrandimento del corpo. Animali come Callovosaurus, del Giurassico medio inglese, già mostravano una tendenza all'irrobustimento, ma erano ancora piuttosto piccoli. Un tipico camptosauride come Camptosaurus, del Giurassico superiore nordamericano ed europeo, era invece un grosso animale di 6 metri di lunghezza. Recentemente Callovosaurus è stato ridescritto come un driosauride molto antico. È probabile, comunque, che i camptosauridi si siano originati da animali a esso simili.

## Quadrupedi facoltativi
Le zampe posteriori robuste, con il femore più lungo della tibia (caratteristica degli animali camminatori) e la testa piccola dotata di un apparato di masticazione efficace fanno pensare che questi dinosauri si spostassero a quattro zampe per nutrirsi. La locomozione bipede, invece, era utilizzata solo in caso di fuga.